# Desfile militar das Forças de Defesa de Israel

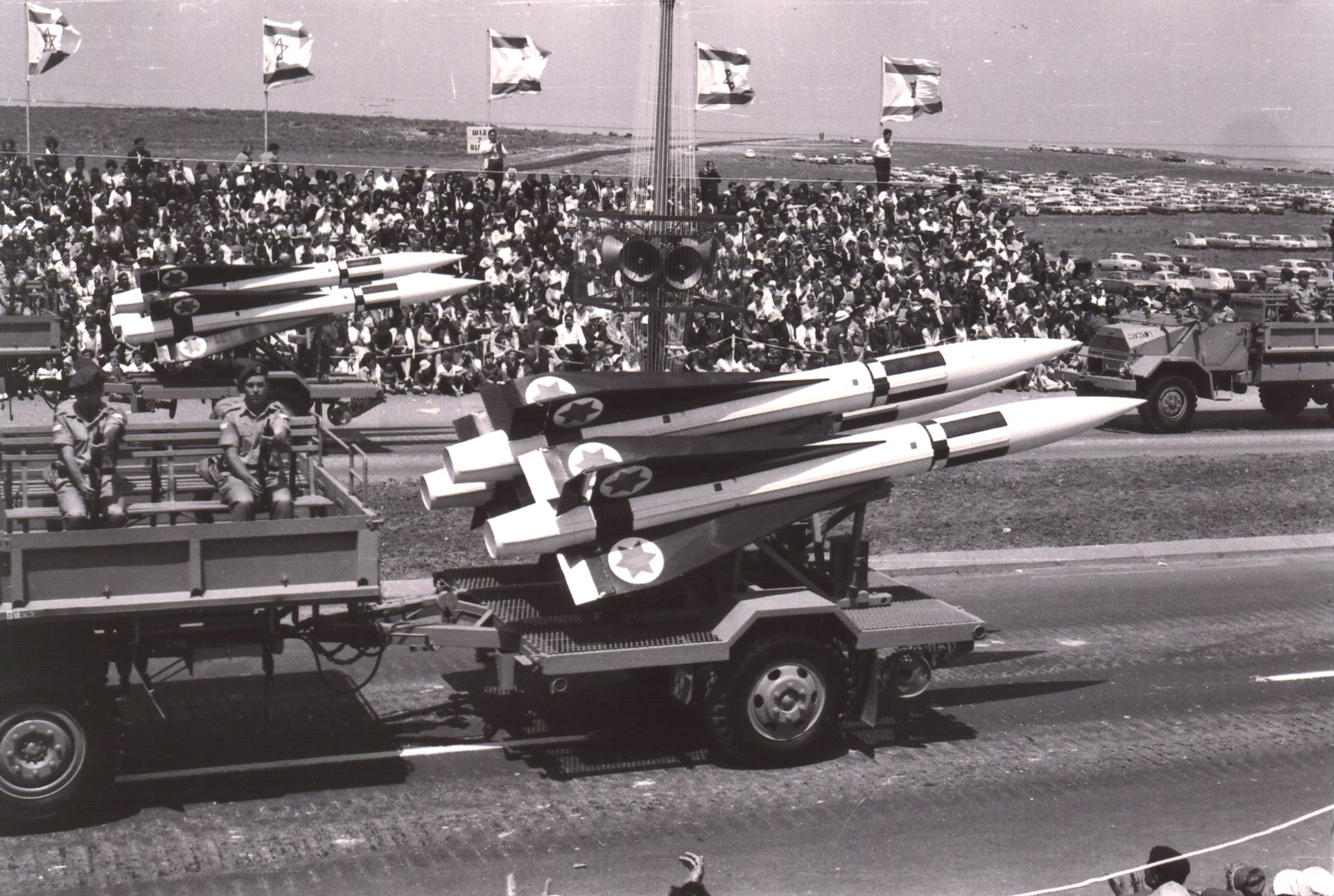
Mísseis MIM-23 AA no desfile militar da FDI, em Telavive, em 1965

O desfile militar das Forças de Defesa de Israel foi um evento durante os primeiros 25 anos da existência do Estado de Israel para celebrar seu poder militar. Ele foi cancelado depois do ano de 1973 por causa de dívidas para financiar os interesses.
O primeiro desfile militar da FDI aconteceu durante a Guerra árabe-israelense de 1948, em 27 de julho, em Telavive.
O segundo desfile militar aconteceu em 1949, no primeiro dia da independência de Israel, em Telavive. Esse desfile falhou no processo porque o entuasiasmo excessivo da multidão levou o desfile ao chão. Ele foi apelidado de: "O desfile que não marchou."
Começando com o terceiro desfile, em 1950, os desfile anuais foram segurados no dia da independência do país, terminando em 1968. Citando preocupações financeiras, foi decidido que o desfile só deveria acontecer em ocasiões especiais. O último desfile militar da FDI aconteceu em 1973, no 25º aniversário do Estado de Israel.
As Forças de Defesa de Israel ainda fazem exibições de armas no dia da independência, mas eles ficam imóveis e em escala limitada.
| Ano  | Localização               |
| ---- | ------------------------- |
| 1948 | Telavive                  |
| 1949 | Telavive                  |
| 1950 | Jerusalém                 |
| 1951 | Jerusalém                 |
| 1952 | Telavive                  |
| 1953 | Haifa                     |
| 1954 | Ramla                     |
| 1955 | Telavive, Bersebá e Afula |
| 1956 | Haifa                     |
| 1957 | Telavive                  |
| 1958 | Jerusalem                 |
| 1959 | Telavive                  |
| 1960 | Haifa                     |
| 1961 | Jerusalem                 |
| 1962 | Telavive                  |
| 1963 | Haifa                     |
| 1964 | Bersebá                   |
| 1965 | Telavive                  |
| 1966 | Haifa                     |
| 1967 | Jerusalem                 |
| 1968 | Jerusalem                 |
| 1973 | Jerusalem                 |